# Only a Lad
Only a Lad est le premier album de Oingo Boingo paru en 1981.

## Liste des pistes
1. Little Girls
2. Perfect System
3. On the Outside
4. Capitalism
5. You Really Got Me
6. Only a Lad
7. What You See
8. Controller
9. Imposter
10. Nasty Habits

## Musiciens
- Danny Elfman - Chant
- Steve Bartek - Guitare
- Richard Gibbs - Claviers
- Kerry Hatch - Basse
- Johnny « Vatos » Hernandez - Batterie
- Leon Schneiderman - Saxophones (Baryton et Alto)
- Sam « Sluggo » Phipps - Saxophones (Tenor et Soprano)
- Dale Turner - Trompette, Trombone